# Ichoyahb Ier
Ichoyahb Ier fut le trentième catholicos de l'Église de l'Orient de 581 ou 582 à sa mort en 596.

## Biographie
Il était originaire du Beth 'Arbayé, c'est-à-dire de la province de Nisibe. Il étudia et professa à l'École de Nisibe sous Abraham de Beth Rabban, et après la paix de 562 fit partie de la délégation de l'Église de l'Orient envoyée à Constantinople à l'invitation de l'empereur Justinien pour une discussion théologique (délégation dirigée par Paul de Bassora, métropolite de Nisibe). À la mort d'Abraham en 569, Ichoyahb lui succéda comme mpachqana (« interprète » des Écritures) et directeur de l'établissement. Mais peu après (sans doute en 571), il fut nommé évêque d'Arzoun (suffragant du métropolite de Nisibe). Il connaissait Hormizd, qui devint roi des Perses en 579, et comme son diocèse était proche de la frontière byzantine, il surveillait les mouvements des armées romaines pour son compte.
À la mort du catholicos Ézéchiel, les penchants des évêques électeurs se partageaient entre Ichoyahb et Job, le mpachqana de l'École patriarcale de Séleucie-Ctésiphon, et c'est le roi qui imposa l'élection du premier. Hormizd se révéla le roi des Perses le plus philochrétien qui eût jamais régné, au grand dépit des prêtres du mazdéisme, la religion officielle.
L'Église de l'Orient était alors confrontée à deux graves dangers : d'une part, Hénana d'Adiabène, qui était le directeur de l'École de Nisibe, avait abandonné la doctrine de Théodore de Mopsueste, adoptée officiellement par l'Église depuis la fin du Ve siècle, au profit des formulations de Jean Chrysostome, c'est-à-dire qu'il était sur la voie d'un ralliement à l'Église romano-byzantine ; d'autre part la métropole de Rew-Ardachir, dans la province du Fars, qui avait autorité sur les implantations de l'Église en Arabie et en Inde, voulait proclamer sa complète autonomie à l'égard du catholicos de Séleucie-Ctésiphon. Pour régler ces problèmes, Ichoyahb convoqua un synode dans la capitale en 585. Les évêques du Fars refusèrent de s'y rendre, aussi bien que Simon, nouveau métropolite de Nisibe et partisan de Hénana. Le synode réaffirma le caractère normatif de la doctrine de Théodore de Mopsueste et condamna toutes les déviances ; il proclama que le Saint-Esprit avait institué quatre patriarches en Occident (Rome, Constantinople, Alexandrie, Antioche), mais un seul en Orient (Séleucie-Ctésiphon) ; il rappela que la présence des métropolites et évêques convoqués par le catholicos était obligatoire.
En plus des trente-et-un canons de ce synode, on conserve d'Ichoyahb Ier vingt canons qu'il adressa à l'évêque Jacques, de l'île de Dayrin, dans le Golfe persique, pour l'administration de son diocèse.
En février 590, Hormizd IV fut renversé et tué par des conspirateurs conduits par son propre fils Khosrô. Mais quelques jours plus tard, celui-ci dut fuir devant l'avancée du général rebelle Vahram Chubin et se réfugier avec sa famille et ses fidèles sur le territoire de l'Empire byzantin. Il reconquit sa capitale en septembre-octobre 591 grâce à l'appui des armées de l'empereur Maurice. Ichoyahb, qui avait refusé d'accompagner Khosrô dans son exil et n'avait même pas envoyé d'évêque pour le représenter, se retrouva en très mauvaise posture. Il ne pouvait même pas compter sur l'appui des Byzantins qui accompagnaient le roi, car il était très mal vu d'eux pour les avoir espionnés pour le compte d'Hormizd quand il était évêque d'Arzoun. Le catholicos dut se réfugier à Hira, capitale des Arabes Lakhmides, qui étaient en majorité chrétiens, et dont l'émir Nu'man III se convertit au nestorianisme en 594. Il mourut dans cette ville fin 595 ou début 596, et la sœur de l'émir, la chrétienne Hind, le fit inhumer au milieu du chœur dans l'église qu'elle avait fondée.

## Œuvres
En plus de ses canons, on conserve d'Ichoyahb Ier un traité sur le Trisagion et une profession de foi. Dans sa lettre à Jacques de Dayrin, il parle d'un ouvrage qu'il avait composé, étant encore à l'École de Nisibe, sur le baptême et le sacrifice de la messe, et qui est aussi mentionné par Mari ibn Sulayman. Ébedjésus de Nisibe, dans son Catalogue (J.-S.-Assemani, B. O., III, 1, p. 198), lui attribue un traité contre Eunomius, un autre contre un évêque hérétique, une apologie et des lettres.